# ميرا هيمنغز
ميرا هيمنغز (بالإنجليزية: Myra Hemmings)‏ هي مُدرسة وممثلة أمريكية، ولدت في 30 أغسطس 1895 في غونزاليس في الولايات المتحدة، وتوفيت في 8 ديسمبر 1968 في سان أنطونيو في الولايات المتحدة.

## وصلات خارجية
- ميرا هيمنغز على موقع IMDb (الإنجليزية)
- ميرا هيمنغز على موقع قاعدة بيانات الفيلم (الإنجليزية)